# Christopher Anstey
Pour les articles homonymes, voir Anstey.
Christopher Anstey (31 octobre 1724 – 3 août 1805), est un écrivain et poète britannique.